# Wagner Walbom
Wagner Walbom (* 19. März 1916 in Dänemark; † Dezember 1989 in Dänemark) war ein isländischer Badmintonspieler dänischer Herkunft.

## Leben und Karriere
Walbom kam im Frühjahr 1945 aus seiner Heimat Dänemark nach Island und arbeitete hauptberuflich als Metzger in der Hauptstadt Reykjavík. Im Mai 1951 wurde Walbom die isländische Staatsbürgerschaft verliehen. Er galt als Pionier des isländischen Badminton und gewann zwischen 1952 und 1962 insgesamt 21 isländische Meistertitel im Einzel, Doppel und Mixed. Im Jahr 1972 zog Walbom zurück in sein Heimatland und verstarb dort Ende 1989.

## Sportliche Erfolge
| Saison | Veranstaltung                 | Disziplin    | Platz | Name                                   |
| ------ | ----------------------------- | ------------ | ----- | -------------------------------------- |
| 1952   | Island: Einzelmeisterschaften | Herreneinzel | 1     | Wagner Walbom                          |
| 1952   | Island: Einzelmeisterschaften | Mixed        | 1     | Wagner Walbom / Unnur Briem            |
| 1952   | Island: Einzelmeisterschaften | Herrendoppel | 1     | Einar Jónsson / Wagner Walbom          |
| 1953   | Island: Einzelmeisterschaften | Herrendoppel | 1     | Einar Jónsson / Wagner Walbom          |
| 1953   | Island: Einzelmeisterschaften | Herreneinzel | 1     | Wagner Walbom                          |
| 1953   | Island: Einzelmeisterschaften | Mixed        | 1     | Wagner Walbom / Unnur Briem            |
| 1954   | Island: Einzelmeisterschaften | Herrendoppel | 1     | Einar Jónsson / Wagner Walbom          |
| 1954   | Island: Einzelmeisterschaften | Herreneinzel | 1     | Wagner Walbom                          |
| 1954   | Island: Einzelmeisterschaften | Mixed        | 1     | Wagner Walbom / Unnur Briem            |
| 1955   | Island: Einzelmeisterschaften | Mixed        | 1     | Wagner Walbom / Ellen Mogensen         |
| 1955   | Island: Einzelmeisterschaften | Herreneinzel | 1     | Wagner Walbom                          |
| 1955   | Island: Einzelmeisterschaften | Herrendoppel | 1     | Einar Jónsson / Wagner Walbom          |
| 1956   | Island: Einzelmeisterschaften | Herrendoppel | 1     | Einar Jónsson / Wagner Walbom          |
| 1956   | Island: Einzelmeisterschaften | Mixed        | 1     | Wagner Walbom / Ellen Mogensen         |
| 1957   | Island: Einzelmeisterschaften | Herrendoppel | 1     | Friðrik Sigurbjörnsson / Wagner Walbom |
| 1957   | Island: Einzelmeisterschaften | Herreneinzel | 1     | Wagner Walbom                          |
| 1957   | Island: Einzelmeisterschaften | Mixed        | 1     | Wagner Walbom / Ellen Mogensen         |
| 1958   | Island: Einzelmeisterschaften | Herrendoppel | 1     | Thodir Jónsson / Wagner Walbom         |
| 1959   | Island: Einzelmeisterschaften | Mixed        | 1     | Wagner Walbom / Halldóra Thoroddsen    |
| 1961   | Island: Einzelmeisterschaften | Mixed        | 1     | Wagner Walbom / Júlíana Isebarn        |
| 1962   | Island: Einzelmeisterschaften | Herrendoppel | 1     | Einar Jónsson / Wagner Walbom          |